# Riocentro

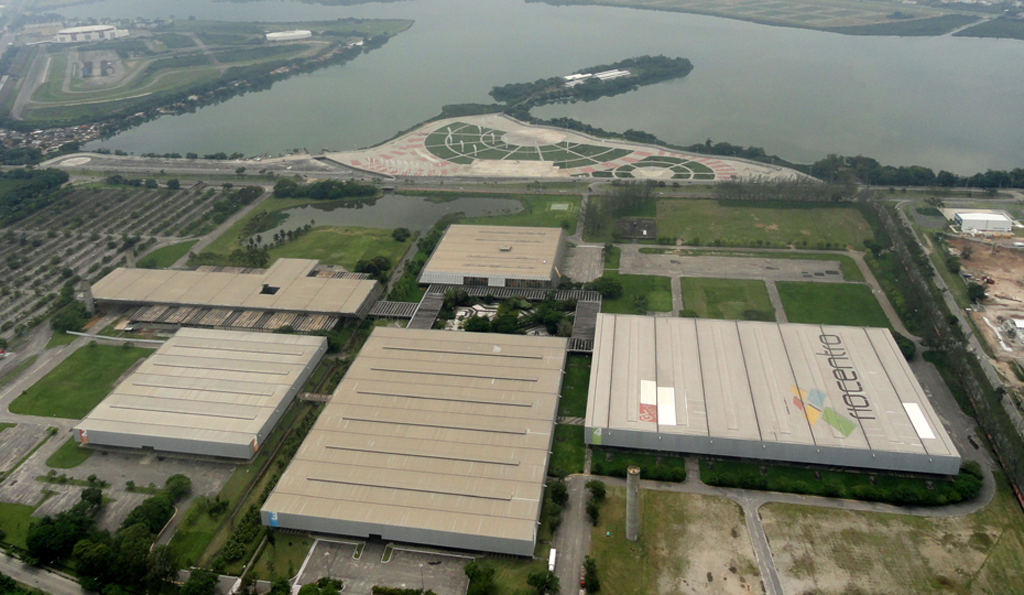
Vue aérienne de Riocentro prise en 2012, avec le Parc des Athlètes et le lac de Jacarepaguá en fond.

Riocentro est un complexe consacré à l'accueil de salons événementiels, de compétitions sportives et de concerts situé dans le quartier de Barra da Tijuca à Rio de Janeiro au Brésil. Construit en 1977, c'est le plus grand complexe de ce type en Amérique latine. Il est exploité par la société française GL Events depuis 2006.

## Infrastructures
Disposant d'un site de 57 hectares, Riocentro est composé de 5 pavillons interconnectés pour une surface couverte totale de 87 000 m² :
- le pavillon 1 abrite la billetterie et les locaux administratifs de GL events ; 8 752 m² disponibles
- le pavillon 2 de 11 464 m²
- le pavillon 3 de 22 702 m²
- le pavillon 4 de 22 988 m²
- le pavillon 5 de 16 208 m²
- le pavillon 6 d'environ 14 000 m², il s'agit d'un pavillon provisoire installé le temps des Jeux olympiques d'été de 2016[1].

Riocentro a bénéficié de nombreux investissements pour moderniser l'ensemble de ses installations en vue de l'organisation des Jeux olympiques et paralympiques de Rio.
Le complexe comprend aussi un hôtel 5 étoiles de 306 chambres, le Grand Mercure Riocentro.
Un parc de stationnement d'une capacité de 7 000 voitures et 150 bus, ainsi qu'un héliport sont disponibles pour accueillir les visiteurs.

## Principaux événements
Riocentro a accueilli de très nombreux congrès internationaux et événements sportifs et culturels dont en particulier :
- le Sommet de la Terre Rio 1992 (ECO-92) ;
- le 17e Congrès mondial du pétrole, organisé en 2002 par l'OPEP ;
- les Jeux panaméricains de 2007 à Rio de Janeiro : site sportif pour plusieurs disciplines et centres de presse et de diffusion (IBC/MPC) ;
- la Conférence des Nations unies sur le développement durable en 2012, plus connue sous le nom de Rio +20 est le 2e Sommet de la Terre organisé à Rio ;
- les Journées mondiales de la jeunesse 2013 avec la visite du pape François ;
- centre de diffusion (IBC) lors de la coupe du monde de football de 2014 ;
- les Jeux olympiques d'été de 2016 et Jeux paralympiques d'été de 2016 : site de compétitions pour la boxe (pavillon 2), le tennis de table (pavillon 3), le badminton (pavillon 4) et l'haltérophilie (pavillon 6) ;
- la Biennale internationale du livre de Rio de Janeiro, organisée tous les deux ans.